# Duguetia barteri
Duguetia barteri este o specie de plante angiosperme din genul Duguetia, familia Annonaceae. A fost descrisă pentru prima dată de George Bentham, și a primit numele actual de la Laurentius 'Lars' Willem Chatrou. A fost clasificată de IUCN ca specie vulnerabilă. Conform Catalogue of Life specia Duguetia barteri nu are subspecii cunoscute.